# Completo Incompleto
Completo Incompleto es el nuevo volumen de la colección MUSIC VIEW (DVD+CD), lanzado en 2005 y dedicado en esta ocasión a Jarabe de Palo, sin duda uno de los compositores pop más queridos de toda la historia de la música española.
El DVD con todos su videoclips para Virgin, lanzados de manera oficial, + directos inéditos («La Flaca» en Milán, «De vuelta y vuelta» en Barcelona) + «En lo puro no hay futuro» para el básico de 40 Principales.
El CD contiene sus 14 mayores éxitos, editados hasta la fecha, completamente remasterizados (se incluyen, entre otros, «La Flaca», «Depende», «Grita», «Perro apaleao», «Tiempo») + el dueto «El lunar de María» interpretado con Peret.

## Lista de canciones

### DVD
Todas las canciones escritas y compuestas por Jarabe de Palo. 
| N.º    | Título                                             | Duración |  |
| 1.     | «La Flaca» (Videoclip)                             | 4:29     |  |
| 2.     | «Depende» (Videoclip)                              | 4:29     |  |
| 3.     | «Agua» (Videoclip)                                 | 4:26     |  |
| 4.     | «Perro Apaleao» (Videoclip)                        | 3:53     |  |
| 5.     | «Pura Sangre» (Videoclip)                          | 4:01     |  |
| 6.     | «Duerme Conmigo» (Videoclip)                       | 3:37     |  |
| 7.     | «De Vuelta y Vuelta» (Videoclip)                   | 4:52     |  |
| 8.     | «Dos Días en la Vida» (Videoclip)                  | 5:28     |  |
| 9.     | «Tiempo» (Videoclip)                               | 4:59     |  |
| 10.    | «Completo Incompleto» (Videoclip)                  | 3:31     |  |
| 11.    | «La Flaca (Acústico)» (Directo)                    | 0:00     |  |
| 12.    | «De Vuelta y Vuelta» (Directo)                     | 0:00     |  |
| 13.    | «En lo puro no hay futuro» (Directo)               | 0:00     |  |
| 14.    | «Completo Incompleto (en italiano)» (Extra)        | 0:00     |  |
| 15.    | «La verdadera historia del Perro Apaleao» (Extra)  | 0:00     |  |
| 16.    | «Anuncio TV Concierto Las Ventas 1999» (Extra)     | 0:00     |  |
| 17.    | «Cómo se Hizo El Clip Dos Días En La Vida» (Extra) | 0:00     |  |
| 18.    | «Cómo se Hizo El Clip Tiempo» (Extra)              | 0:00     |  |
| 19.    | «Entrevista Promocional Depende» (Extra)           | 16:23    |  |
| 20.    | «Una Historia De Vuelta y Vuelta (EPK)» (Extra)    | 25:00    |  |
| 165:00 |                                                    |          |  |

### CD
Todas las canciones escritas y compuestas por Jarabe de Palo. 
| N.º   | Título                               | Duración |  |
| 1.    | «La Flaca»                           | 4:24     |  |
| 2.    | «Grita»                              | 3:32     |  |
| 3.    | «El Lado Oscuro»                     | 4:49     |  |
| 4.    | «El Bosque de Palo»                  | 3:33     |  |
| 5.    | «Depende»                            | 4:25     |  |
| 6.    | «Perro Apaleao»                      | 3:24     |  |
| 7.    | «Pura Sangre»                        | 4:05     |  |
| 8.    | «Agua»                               | 4:16     |  |
| 9.    | «Duerme Conmigo»                     | 3:23     |  |
| 10.   | «De Vuelta y Vuelta»                 | 5:46     |  |
| 11.   | «Tiempo»                             | 4:43     |  |
| 12.   | «Dos Días en la Vida»                | 6:32     |  |
| 13.   | «Completo Incompleto»                | 3:19     |  |
| 14.   | «Agustito con la Vida»               | 3:21     |  |
| 15.   | «El Lunar de María» (Dúo con Perret) | 4:43     |  |
| 64:00 |                                      |          |  |